# Anne Gwynne
Anne Gwynne (10 de diciembre de 1918-31 de marzo de 2003) fue una actriz cinematográfica estadounidense, cuya actividad se llevó a cabo principalmente en la década de 1940. Conocida por ser una de las primeras scream queens a causa de sus numerosas interpretaciones en películas de horror, la actriz y modelo fue también una de las más populares chicas pin-up en los años de la Segunda Guerra Mundial.

## Biografía
Nacida en Waco, Texas, su verdadero nombre era Marguerite Gwynne Trice. Sus padres eran Pearl Guinn y Jefferson Benjamin Trice, un fabricante de ropa.
En 1939, en sus inicios profesionales, se hizo modelo de la marca de bañadores Catalina. Como actriz, Gwynne fue una pionera televisiva, actuando en la primera serie televisiva filmada, Public Prosecutor (1947–48), con 26 episodios de misterio y producida por DuMont Television Network.
Gwynne se casó con Max M. Gilford en 1945. La pareja tuvo dos hijos, Gregory y Gwynne, también actriz. Los hijos de Gwynne Gilford son la actriz Katherine Pine y el actor Chris Pine. Anne Gwynne falleció el 31 de marzo de 2003 a causa de un ictus ocurrido tras una operación quirúrgica en el Motion Picture Country Hospital de Woodland Hills (Los Ángeles). Sus restos fueron incinerados, y las cenizas dispersadas.

## Filmografía
- Unexpected Father (1939)
- Bad Man from Red Butte (1940)
- Black Friday (1940)
- Flash Gordon Conquers the Universe (1940)
- The Green Hornet (1940)
- The Black Cat (1941)
- Nice Girl? (1941)
- Washington Melodrama (1941)
- Broadway (1942)
- Ride 'Em Cowboy (1942)
- We've Never Been Licked (1943)
- House of Frankenstein (1944)
- Weird Woman (1944)
- Dick Tracy Meets Gruesome (1947)
- Arson, Inc. (1949)
- Teenage Monster (1958)
- Adam at Six A.M. (1970)